# Hugonia micans
Hugonia micans är en linväxtart som beskrevs av Adolf Engler. Hugonia micans ingår i släktet Hugonia och familjen linväxter. Inga underarter finns listade i Catalogue of Life.